# Karnacivka, Lanivți
Karnacivka (în ucraineană Карначівка) este localitatea de reședință a comunei Karnacivka din raionul Lanivți, regiunea Ternopil, Ucraina.

## Demografie
Componența lingvistică a localității Karnacivka
     Ucraineană (98,74%)
     Alte limbi (1,27%)
Conform recensământului din 2001, majoritatea populației localității Karnacivka era vorbitoare de ucraineană (98,74%), existând în minoritate și vorbitori de alte limbi.